# 特克瑙
特克瑙是瑞士的城鎮，位於該國北部，由巴塞爾鄉村州負責管轄，面積2.35平方公里，海拔高度438米，2012年人口865，一半人口信奉基督教，人口密度每平方公里368人。

## 外部連結
- Official website Archive.today的存檔，存档日期2012-12-05 （德文）